# 沃爾頓帕克 (紐約州)
沃爾頓帕克（英語：Walton Park）是位於美國紐約州奧蘭治縣的普查規定居民點。

## 人口
根據2020年美國人口普查的數據，沃爾頓帕克的面積為8.90平方千米，當中陸地面積為7.99平方千米，而水域面積為0.91平方千米。當地共有人口3907人，而人口密度為每平方千米438.99人。